# Scaligeria tschimganica
Scaligeria tschimganica är en flockblommig växtart som beskrevs av Jevgenij Korovin. Scaligeria tschimganica ingår i släktet Scaligeria och familjen flockblommiga växter. Inga underarter finns listade i Catalogue of Life.